# 薩姆納 (緬因州)
薩姆納（英語：Sumner）是一個位於美國緬因州牛津縣的鎮。

## 人口
根據2020年美國人口普查的數據，薩姆納的面積為116.21平方千米，當中陸地面積為114.56平方千米，而水域面積為1.55平方千米。當地共有人口994人，而人口密度為每平方千米9人。